# Jewgeni Nikolajewitsch Kurotschkin
Jewgeni Nikolajewitsch Kurotschkin, russisch Евгений Николаевич Курочкин, englische Transkription: Evgeny Kurochkin, (* 12. Juli 1940 in Moskau; † 13. Dezember 2011 ebenda) war ein russischer Wirbeltier-Paläontologe und Ornithologe, der als einer der weltweit führenden Experten in Paläornithologie galt. Er war am Paläontologischen Institut der Russischen Akademie der Wissenschaften in Moskau.

## Leben
Jewgeni Kurotschkins erste Veröffentlichung ergab sich Anfang der 1960er Jahre nach einem halbjährigen Aufenthalt im Nordpazifik und in Murmansk über dortige Seevögel. Er war ein Schüler des russischen Ornithologen Georgi Petrowitsch Dementjew (Dementev, 1898–1969), der ihn zur Paläornithologie brachte, da dort noch großer Forschungsbedarf bestand. 1964 machte er seinen Abschluss in Biologie an der Lomonossow-Universität und 1968 wurde er promoviert (Kandidatentitel) über funktionale Morphologie des Beckens von schwimmenden und tauchenden Vögeln. 1994 erhielt er den russischen Doktortitel (Habilitation) mit einer Arbeit, die seine Forschungen über den Ursprung der Vögel zusammenfasste.
Er befasste sich unter anderem mit mesozoischen Vögeln aus der Mongolei (z. B. Ambiortus dementjevi 1982, Teviornis 2002) und Sibirien (z. B. Mystiornis 2011). Außer in der Sowjetunion und der Mongolei war er zu Feldarbeiten in Kuba und Vietnam. Bekannt ist er durch den sensationellen Fund eines der ältesten Vögel modernen Typs (mit der typischen Schwanzform moderner Vögel und Schwanzfedern), des krähengroßen Ambiortus, 1982 in der Unterkreide der Mongolei (rund 125 Millionen Jahre alt). Er zeigte, dass die Vögel nur rund zwanzig Millionen Jahre nach Archaeopteryx schon sehr moderne Züge hatten. Er spricht sich gegen eine Abstammung der Vögel von Dinosauriern und stattdessen für eine Abstammung von Archosauriern und paralleler Entwicklung mit Dinosauriern aus. Archaeopteryx dagegen ist nach Kurochkin eine Seitenlinie der Theropoden, die aber mit den eigentlichen Vögeln nicht konkurrieren konnte und ausstarb, ebenso wie die ebenfalls ausgestorbenen Enantiornithes. Er gehörte auch zu den wenigen prominenten Unterstützern des Protoavis von Sankar Chatterjee.
Außerdem befürwortet er den Ursprung von Gänsen (Anseriformes) in der Kreide.
Er war Präsident der Ornithologischen Gesellschaft Menzbier und Ehrenmitglied der American Ornithologists’ Union.

## Schriften
- mit M. J. Benton, M. A. Shishkin, D. M. Unwin (Hrsg.): The Age of Dinosaurs in Russia and Mongolia. Cambridge University Press 2000
- The origin of birds (PDF; 1,1 MB), Science in Russia 2009, Nr. 2
- Artikel Lappentaucher (Podicipediformes) und Rallen (Rallidae) in Vögel der UdSSR (russisch), Moskau/Leningrad, Nauka, 1982, 1987 (Deutsche Übersetzung: Handbuch der Vögel der Sowjetunion, Ziemsen Verlag, Wittenberg, 1985, 1989)
- Vögel von Zentralasien im Pliozän (Russisch), Abhandlungen der gemeinsamen Mongolisch-Sowjetischen Expedition, Band 26, 1985, S. 1–120
- mit I. A. Bogdanovich: Origin of feathered flight, Paleontological Journal, 44, 2010, S. 1570–1588.
- mit G. J. Dyke: The first fossil owls (Aves: Strigiformes) from the Paleogene of Asia and a review of the fossil record of Strigiformes, Paleontological Journal, 45, 2011, 445–458
- Synopsis of Mesozoic birds and early evolution of class aves, Archaeopteryx, Band 13, 1995, 47–66.
- Parallel evolution of theropod dinosaurs and birds, Entomological Review, Band 86, 2006, Suppl. 1, S45-S58.